# Бос, Жюльен
Жюльен Бос (фр. Julien Bos; род. 18 августа 1998, Пессак) — французский гандболист, выступает за гандбольный клуб «Нант» и сборную Франции по гандболу. Бронзовый призёр чемпионата мира 2025 года.

## Карьера

### Клубная
Жюльен Бос начал играть в гандбол в Брюгге, недалеко от Бордо. В 2016 году перешел в Молодежную академию «Монпелье». В сезонах 2016/17 и 2017/18 годов впервые стал привлекаться в основную команду «Монпелье». В Лиге чемпионов 2017/18 годов Жюльен четыре раза входил в состав на групповом этапе, выиграв титул с командой. Летом 2018 года подписал свой первый профессиональный контракт. В сезоне 2020/21 годов стал серебряным призёром чемпионата Франции и обладателем Кубка Франции.
В сезоне 2023/24 годов Бос перешёл в «Нант». Вместе с этим клубом выиграл Кубок Франции в 2024 году.

### Международная карьера в сборной
В юниорской сборной Франции Бос выиграл несколько медалей. На чемпионате Европы до 18 лет в 2016 году, чемпионате мира до 19 лет в 2017 году и чемпионате мира до 21 года в 2019 году стал чемпионом, а на чемпионате Европы до 20 лет в 2018 году — серебряным медалистом.
В первой сборной Франции Бос дебютировал в матче против Дании 6 ноября 2021 года в Тронхейме, французы уступили со счетом 26:31.
Принимал участие на чемпионате мира 2025 года, стал бронзовым призёром турнира. 